# Abrorbek Mamasoliyev
Abrorbek Muxitdinovich Mamasoliyev (ur. 27 sierpnia 1990) – uzbecki zapaśnik walczący w stylu klasycznym. Zajął trzynaste miejsce na mistrzostwach świata w 2014. Siódmy na igrzyskach azjatyckich w 2014. Brązowy medal na mistrzostwach Azji w 2014 roku.